# NGC 2266
NGC 2266是一个在双子座的疏散星团，在天球上的大小约是5弧分，距离地球约3,400秒差距（11,000光年），由德－英国籍天文学家威廉·赫歇爾于1785年12月7日发现。